# نوده میرمحراب
نوده میرمحراب، روستایی از توابع بخش کاخک شهرستان گناباد در استان خراسان رضوی ایران است.
یکی از روستاهای مهم بخش کاخک

## جمعیت
این روستا در دهستان زیبد قرار دارد و براساس سرشماری مرکز آمار ایران در سال ۱۳۸۵، جمعیت آن ۱۵۲ نفر (۵۴خانوار) بوده‌است.